# MH 66. Puskás Tivadar Híradó Zászlóalj
A Magyar Honvédség 66. Puskás Tivadar Híradó Zászlóalj a Magyar Néphadsereg, majd a Magyar Honvédség 3. Hadtest, 1991-től Magyar Honvédség 3. Katonai Kerület Parancsnokság, 1995-től Magyar Honvédség 3. Gépesített Hadosztály közvetlen alakulata volt 1966-2001 között.

## Története
A zászlóalj 1966. október 29-én alakult meg Cegléden a Dózsa György Laktanyában, mint MN 66. Önálló Híradó Zászlóalj. Első parancsnoka Kereki István alezredes volt. A zászlóalj  feladata volt a Cegléd helyőrségben lévő újonnan megalakított 3. Hadtest híradásának biztosítása béke és háborús körülmények között.
Szoros együtt működés alakult ki a szintén a helyőrségben elhelyezett MH 10. Dózsa György Tüzérdandárral és a 3. Rendészeti Kommendáns Zászlóaljal. 1987-től a javító század és raktárak átadásra kerülnek az MH 3. Rendészeti Kommendáns Zászlóaljhoz. Megalakitásra került békében nem élő törzzsel nem rendelkező az MH 18. Vonalépítő Híradó Század és az MH 19. Hadtáp Híradó Század.
1990-ben a Magyar Néphadsereg Magyar Honvédséggé alakult át és az akkori honvédelmi miniszter rendeletében a híradó zászlóalj felvette a Puskás Tivadar nevet.
1991-ben az alakulat a szintén Ceglédden diszlokált MH 3. Rendészeti Komendáns Zászlóaljjal összeolvadt, A megszűnő Jászberényben diszlokáló alakulatok személyi állomány egy része is. így a két szervezetből megalakult a MH 66. Puskás Tivadar Vezetésbiztosító Zászlóalj. Ez az új szervezet tartalmazta mind a két zászlóalj szervezeti elemeit. Az új csapatzászló adományozó ünnepségre 1991. október 28-án került sor.
A 3. Kommendáns Zászlóalj átdiszlokált Táborfalvára.
Mozgósítás esetén az MH 130. Vezetésbiztosító Zászlóalj vette volna át a laktanyában a visszamaradó állományt. A laktanyában került elhelyezésre a területvédelmi ezred előkészítő részlege és az MH 81. Híradó Zászlóalj technikai eszközei. 
1995.december 16-tól megalakult ismételten a híradó zászlóalj. Az anyagi-technikai főnökség megszűnik és részei beolvadnak az újonnan megalakult logisztikai főnökségbe. Az alakulat első logisztikai főnöke, parancsnok logisztikai helyettes Muharos László mérnök százados lett. Soron kívül élő léptették őrnaggyá. A megszűnő tüzérezred előkészítő törzs és technikai eszközeinek egy része átkerült a híradó zászlóalj állományába. Megalakult a laktanya hadtáp szolgálat. A híradó zászlóalj önálló pénzügyi szolgálattal rendelkezett. Mozgósítás esetén megalakította volna a MH 43. Területi Hírközpont Századot.
2000. végétől a szervezet átalakítási intézkedéseknek következtében megkezdődött a zászlóalj felszámolása. Megközelítőleg 4 katonaszerelvény és 126 tengelynyi (tehergépkocsi és kamion) anyag és technikai eszköz került átcsoportosításra. A területi hírközpont az MH. 1. Könnyű Vegyes Ezred állományába került. A laktanya őrzése 2006-ig biztosított volt. 2006-ban a ceglédi laktanyában lévő még honvédségi kezelésű ingatlanrészek is átadásra kerültek a Cegléd város önkormányzatának.
2001. június 30-án végleg bezárták a laktanyát. Egy darab távközlési konténer üzemelt a Magyar Honvédség telekommunikációs összeköttetés biztosítása érdekében. 2006-ban átadásra került a ceglédi önkormányzat részére a laktanya a szolgalmi jogok biztosítása mellett. 
Az MH 66. Puskás Tivadar Híradó Zászlóalj történetéről készült könyv a Puskás Tivadar Híradó Bajtársi Egyesület honlapján a kiadványok fülön a könyvek alcímen megtalálható 